# Rosnano

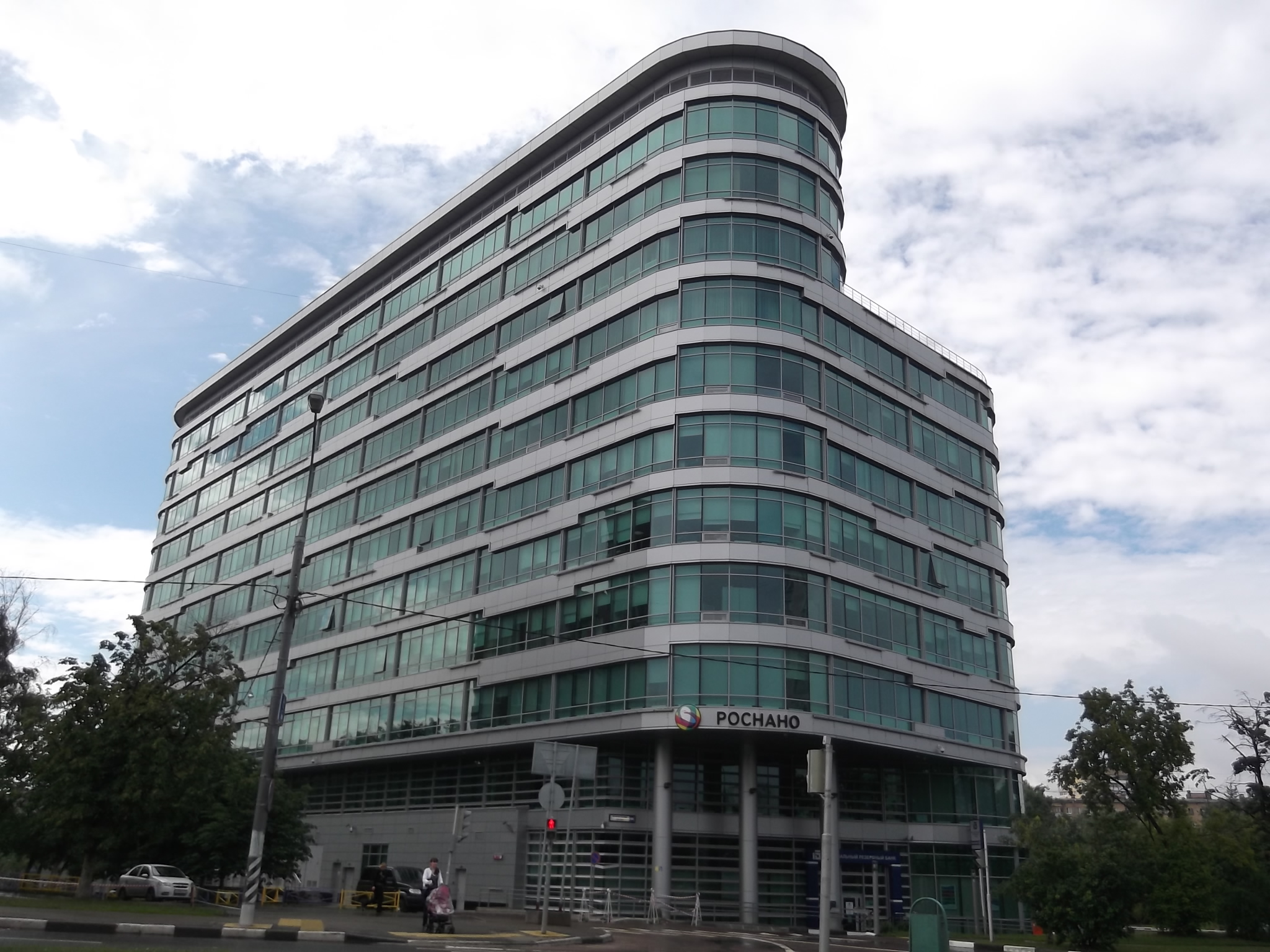
Rosnano-Gebäude in Moskau

Rosnano (russisch Роснано) ist eine staatliche russische Beteiligungsgesellschaft, die gezielt heimische Unternehmen aus dem Bereich der Nanotechnologie fördern soll. Rosnano tritt auf dem internationalen Markt auch unter dem Namen Rusnano auf.
Im Geschäftsjahr 2019 belief sich der aufsummierte Umsatz aller Unternehmen im Rosnano-Portfolio auf rund 2,3 Billionen Rubel (~31,8 Milliarden Euro).
Die Unternehmen im Portfolio Rosnanos sind unter anderem in den Bereichen Nanoelektronik und Photonik, Nanomaterial, Nuklearmedizin und Pharmazeutik sowie Wind- und Solarenergie tätig. Das Unternehmen OCSiAl, das sich selbst als weltgrößter Hersteller von Graphen-Nanoröhrchen bezeichnet, wurde im Geschäftsjahr 2019 zu 17,3 % von Rosnano gehalten. Durch den Verkauf von 0,5 % der OCSiAl-Anteile für rund 5 Millionen US-Dollar im Jahr 2019 wurde OCSiAl mit einer Milliarde US-Dollar bewertet.